# ماكس مولر (لاعب كرة قدم)
ماكس مولر (بالألمانية: Max Müller)‏ (16 مايو 1994 - ) هو لاعب كرة قدم ألماني في مركز الدفاع. لعب مع نادي أوستريا سالزبورغ ونادي ساندهاوزن.

## وصلات خارجية
- ماكس مولر على موقع قاعدة بيانات كرة القدم.إي يو (الإنجليزية)
- ماكس مولر على موقع Soccerway.com (الإنجليزية)
- ماكس مولر على موقع عالم كرة القدم.نت (الإنجليزية)